# Oblast Penza
De oblast Penza (Russisch: Пензенская Область, Penzenskaja oblast) is een oblast (bestuurlijke eenheid) van Rusland. De oblast ligt in het zuidelijk deel van het Russisch Laagland op het Wolgaplateau ten zuidoosten van Moskou. De oblast werd geformeerd op 4 februari 1939. Hoofdstad is de gelijknamige stad Penza, gesticht in de 17e eeuw als een fort, waar een derde van de bevolking van de oblast woont. Daarnaast bevinden zich er onder andere de veel kleinere stad Koeznetsk en de gesloten stad Zaretsjny.

## Geografie
De oblast is net iets groter dan Nederland en grenst in het noorden aan de autonome republiek Mordovië, in het zuiden aan de oblast Saratov en in het westen aan de oblast Tambov. Het gebied is erg heuvelachtig en kent een gematigd landklimaat met hete zomers en gematigde winters met slechts weinig sneeuw. De temperaturen variëren gemiddeld van +18,5 °C in de zomer tot -11 °C in de winter. De jaarlijkse neerslag bedraagt ongeveer 600 millimeter. In het noordoostelijke deel wordt meer dan de helft van het gebied bedekt met bossen, terwijl het zuidwestelijke deel vooral bestaat uit steppegebied. Het steppegebied staat open aan droge oostelijke en zuidoostelijke winden, die vaak gevergezeld gaan van stofstormen en luchttemperaturen tot 40 °C.

## Geschiedenis
Het fort Penza werd in 1663 gebouwd door zemleprochodtsy als een Russisch fort aan de grens met de Zaporizja. Hiervoor bestonden er overigens al wel andere oudere nederzettingen in het gebied.
In 1718 werd de provincie (провинция) Penza geformeerd binnen het gouvernement Kazan. Op 5 maart 1780 werd de namestnitsjestvo Penza gevormd binnen het gouvernement Kazan en werd later omgevormd tot het gouvernement Penza, dat echter al op 5 maart 1797 weer werd opgeheven. Penza werd daarop het centrum van een oejezd binnen het gouvernement Saratov. Op 9 september 1801 werd het gouvernement Penza opnieuw opgericht. In 1928 werd het gouvernement opnieuw opgeheven en werd achtereenvolgens het bestuurlijk centrum van het district Penzenski binnen de kraj Srednevolzjski en kraj Koejbyjsjevski, om in 1937 een districtscentrum te worden binnen de oblast Tambov. Op 4 februari 1939 werd uiteindelijk de huidige oblast Penza gevormd.
Vasili Kuzmitsj Botsjkarjov leidde de oblast in april 1998 en versloeg de zittende gouverneur Anatoli Kovljagin bij de verkiezingen. In 2002 werd Botsjkarjov herkozen voor een tweede termijn. Op 26 mei 2005 trad hij aan als gouverneur, voorgesteld door de president van Rusland en goedgekeurd door afgevaardigden van de Wetgevende Vergadering van de oblast (de procedure vond plaats op 14 mei).
Op 25 mei 2015 werd Ivan Belozertsev benoemd tot waarnemend gouverneur. Op 23 maart 2021 bij decreet van de president van Rusland werd hij uit zijn ambt ontheven wegens verlies van vertrouwen.
De waarnemend gouverneur van de oblast Penza was de voorzitter van de regering van de oblast Penza Nikolaj Simonov (als de hoogste ambtenaar in de oblast tot de benoeming van de waarnemend gouverneur Oleg Melnichenko door de president van Rusland).
Op 28 september 2021 trad Oleg Vladimirovitsj Melnitsjenko officieel aan als gouverneur van de oblast Penza.

## Economie
De belangrijkste economische sectoren van het gebied worden gevormd door de machinebouw, houtverwerking en textielindustrie. De oblast is relatief hoog geürbaniseerd met 69,2% van de bevolking woonachtig in stedelijke gebieden (2022).
De oblast Penza staat op de 49e plaats van de 85 in de ranglijst van oblast's van de Russische Federatie in termen van totale contante omzet van bedrijven en op de 61e plaats in winst. De totale omzet van de oblast bedraagt 664,2 miljard roebel. Het aandeel van de totale omzet in Rusland bedraagt 0,26%. De belangrijkste vormen van economische activiteit die het grootste volume van de GRP-productie in de oblast Penza opleveren, zijn: handel — 42,46% of 282 miljard roebel. Eind 2019 bedroeg de totale winst in deze sector 5,3 miljard roebel.
Op de tweede plaats qua omzet staat de leidende sector van de economie van de oblast Penza: de industrie. Het aandeel van de totale omzet van de oblast bedroeg 24,46% of 162,4 miljard. De maakindustrieën brachten in 2019 8 miljard roebel winst binnen. Industriële ondernemingen zorgen voor meer dan 50% van de begrotingsinkomsten van de oblast Penza.
De derde grootste sector in termen van totale inkomsten is de landbouw, de bosbouw en de visserij. In 2019 bedroegen de totale inkomsten 9,4% of 62,4 miljard roebel, en de winst 6 miljard roebel.
De bouw staat op de vierde plaats, zowel qua totale omzet als totale winst: respectievelijk 40,6 miljard en 2,7 miljard roebel. Het aandeel van de totale omzet van de oblast bedraagt 6,12%.
De energiesector staat op de vijfde plaats qua totale inkomsten. Het aandeel van de totale omzet in 2019 bedroeg 5,3% of 35,1 miljard roebel. Tegelijkertijd bedroeg de winst van energiebedrijven in de oblast Penza 866,4 miljoen roebel.
In termen van winstvolume sluit de sector advies- en wetenschappelijke en technische activiteiten de top vijf af met een indicator van 2,4 miljard roebel. Het aandeel van de totale omzet eind vorig jaar bedroeg 2,53% of 16,8 miljard roebel.

## Demografie
| 1897      | 1926      | 1939      | 1959      | 1970      | 1979      | 1989      | 2002      | 2010      | 2023      |
| --------- | --------- | --------- | --------- | --------- | --------- | --------- | --------- | --------- | --------- |
| 1.470.474 | 2.208.409 | 1.710.517 | 1.509.566 | 1.535.970 | 1.510.325 | 1.504.569 | 1.452.941 | 1.386.186 | 1.246.609 |

## Indeling ingemeentelijke districten
- Basjmakovski
- Bekovski
- Belinski
- Bessonovski
- Gorodisjtsjenski
- Issinski
- Kamenski
- Kamesjkirski
- Koeznetski
- Kolysjlejski
- Kondolski
- Loeninski
- Lopatinski
- Maloserdobinski
- Moksjanski
- Narovtsjatski
- Neverkinski
- Nikolski
- Nizjnelomovski
- Patsjelmski
- Penzenski
- Serdobski
- Sjemysjejski
- Sosnovoborski
- Spasski
- Tamalinski
- Vadinski
- Zemettsjinski